# Allora (Queensland)
Allora es una población en el estado australiano de Queensland.

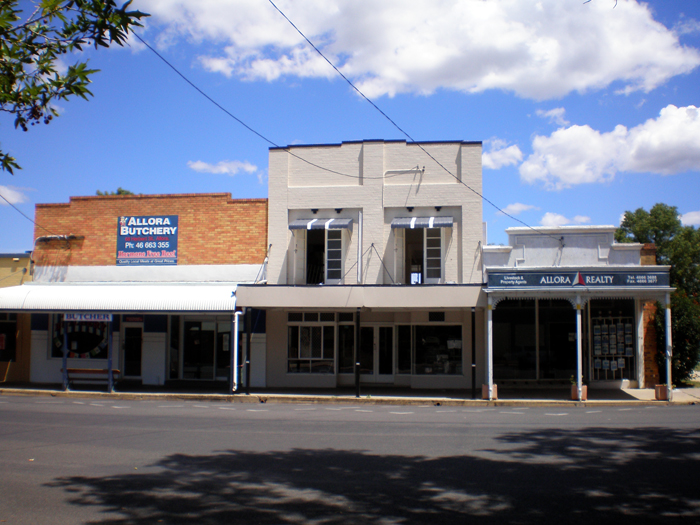
Tiendas en la calle principal de Allora

Se encuentra a orillas del arroyo Dalrymple, que a su vez toma el nombre de Ernest Dalrymple, uno de los primeros colonos europeos que se establecieron a mediados de los 1840s. La población se encuentra en un punto de vadeo del arroyo utilizado por los ovejeros de la concesión gadera de Goomburra (Goomburra pastoral run). Era un lugar de paso regular, por lo que se ya en los 1840s se estableció una herrería, y más tarde tiendas y posadas.
Patrick Leslie, uno de los sucesivos propietarios de la concesión ganadera de Goomburra,entregó una milla cuadrada (aproximadamente 2'5 km²) para la construcción de una población en el paso del arroyo. Trazada en 1859, recibió el nombre de Allora, que se cree basado en una palabra aborigen que significa  "lugar pantanoso". Para entonces, el hotel Dalrymple ya llevaba dos años en funcionamiento.
Durante la década de 1860 se fueron estableciendo instituciones. La Capilla Wesley para metodistas y presbiterianos se construyó en 1866. En 1867 se establecieron el juzgado y la escuela pública. Siguió la iglesia anglicana en 1868. En 1870 se edificó el ayuntamiento. Los juzgados se trasladaron a un nuevo edificio en 1873 y su anterior edificio pasó a ser la sede de la escuela de arte.
Las tierras negras que circundan la población resultaron ideales para el cultivo de trigo. Un molino movido por vapor comenzó a funcionar en 1871. En 1878 tuvo lugar una primera exposición agrícola en Allora, organizada por la Central Downs Agriculture and Horticulture Association.
La llegada del ferrocarril fue menos expedita. En contra de las expectativas del momento, fue dejada fuera de la línea de Toowoomba a Warwick que se consruyó en 1867. En 1897 fue conectada con Warkick mediante un ramal de 17 millas (27 kilómetros), una de las líneas beneficiadas por la Railway Guarantee Act de 1895.
En 1901 el censo registraba 1086 habitantes. Para 1903, la población contaba, además de con los templos ya indicados, con un aiglesia católica. La longitud de calles y caminos del municipio era de 70 millas (unos 110 kilómetros). Era la sede de los distritos regionales agrícola y ganadero, así como del policial. Operaba un segundo molino harinero, así como una serrería, siendo la explotación maderera de la zona también notable. Los cultivos presentes, además de trigo, incluían maíz, cebada y alfalfa. Además de la escuela estatal, operaba otra católica. Había una oficina de telégrafos y dos bancos.
Los dos bancos que operaban en Allora a inicios del siglo XX eran el Queensland National Bank y el Australian Joint Stock Bank. En 1905 Travers Goff fue nombrado director de la oficina del Australian Joint Stock Bank en Allora. Era el padre de la escritora P.L. Travers, autora de Mary Poppins, quien por ese motivo vivió en Allora un par de años en la primera década del siglo XX.
En 1993 cesó el servicio de ferrocarril. La estación paso a manos de una asociación local de aficionados a los ferrocarriles.
En 2013 se mejoró el suministro de agua mediante una conducción desde la presa Leslia.

## Demografía
La población según el censo de 2016 era de 1223 personas, divididas casi exactamente al 50% entre hombres y mujeres (613 y 612 respectivamente). Un 4'4% de la población se declaraba aborigen o isleña del Estrecho de Torres. Se trataba de una población más envejecida que la media australiana o de Queensland (media de edad de 51 años, frente a 38 o 37; más del 30% por encima de 65 años, frente a un 15-16%).
| Censo | Habitantes |
| ----- | ---------- |
| 1881  | 629        |
| 1901  | 1086       |
| 1954  | 976        |
| 1976  | 654        |
| 2001  | 915        |
| 2006  | 923        |
| 2011  | 889        |
| 2016  | 1223       |